# Kantarkaya, Karlıova
Kantarkaya là một xã thuộc huyện Karlıova, tỉnh Bingöl, Thổ Nhĩ Kỳ. Dân số thời điểm năm 2010 là 539 người.